# Relations entre la Jordanie et l'Union européenne
Les relations entre la Jordanie et l'Union européenne reposent sur un certain nombre d'accords commerciaux et de coopération. L'UE est le principal partenaire commercial de la Jordanie.

## Historique
Un accord d'association est entré en vigueur entre l’Union européenne et la Jordanie en mai 2002. Celui-ci crée le Conseil d'association Union européenne-Jordanie.
Le 12 décembre 2007, le roi Abdallah II a prononcé un discours devant le Parlement européen, réuni en session plénière à Strasbourg.
Le 26 octobre 2010, la Jordanie s'est vu accorder un partenariat privilégié, dit « statut avancé », auprès de l'Union européenne lors de la 9e réunion du Conseil d'association UE-Jordanie. À cette occasion, les deux parties signèrent un protocole à l'Accord d'association euro-méditerranéen permettant à la Jordanie de participer à certains programmes européens.
Le 22 février 2012 s'est tenue la première EU - Jordan Task Force, présidé par la Haute Représentante Catherine Ashton et le Premier ministre Aoun Khassawneh.
Le 19 décembre 2012 s'est tenu à Bruxelles le 10e Conseil d'association entre l'Union et la Jordanie.
Entre 2011 et 2013, elle a reçu 223 millions d'euros au titre de l'instrument européen de voisinage et de partenariat (IEVP) ainsi qu'une aide complémentaire afin de soutenir la transition politique (le crédit SPRING qui s'est élevé à 70 millions d'euros en 2012 et à 21 millions d'euros en 2013).
Le 5 décembre 2013, le roi Abdallah II a effectué un déplacement à Bruxelles lors duquel il a rencontré le président du Conseil européen, Herman Van Rompuy, le président de la Commission européenne, José Manuel Durão Barroso, la Haut Représentant de l'Union pour les affaires étrangères et la politique de sécurité, Catherine Ashton, ainsi que le président du Parlement européen, Martin Schulz. Cette rencontre a notamment permis d'évoquer la situation régionale, la crise humanitaire syrienne, la négociation d’un accord de libre échange et le partenariat pour la mobilité qui sera signé fin 2014.
Le 9 octobre 2014, lors du Conseil d'association Union européenne-Jordanie, la Haute Représentante de l'Union Federica Mogherini et ministre des affaires étrangères jordaniens Nasser Joudeh se sont rencontrés à la suite de la signature d'un partenariat pour la mobilité entre l'Union et la Jordanie (portant sur la mobilité des personnes pour des séjours de courte durée, de lutter contre la migration irrégulière et la traite des êtres humains, de renforcer la coopération en matière de migrations et de développement, et d’accueil des réfugiés conformément aux normes internationales).
Le 10 mars 2015, le roi Abdallah de Jordanie s'est exprimé devant les députés européens réunis pour la séance plénière du mois de mars à Strasbourg. Il est principalement revenu sur le combat mené par la coalition internationale contre l'État islamique.

## Relations commerciales
Avec 2,6 milliards d'exportations vers la Jordanie en 2008, l'Union européenne est le plus important partenaire commercial de la Jordanie et l'Union est aussi la 7e destination des exportations de Jordanie. Les exportations européennes vers la Jordanie sont principalement constituée de machinerie (31,5 %), d'équipement de transport (21,3 %) et de produits chimiques (13 %). Les importations de l'Union européenne venant de Jordanie s'élève à 300 millions d'euros et se compose principalement de produits chimiques, bien que l'économie jordanienne soit principalement une économie de service (75 % du PIB). La Jordanie bénéficie aussi de beaucoup d'investissement direct à l’étranger et d'aide financière européenne (265 millions d'euros).